# نتالي غولت
نتالي غولت (المولود ب 24-مايو-1958) عضو في مجلس الشيوخ الفرنسي متحدثا بقسم أورني وإحدي أعضاء الاتحاد الديموقراطين والمستقلين وتجلس مع الجماعة السياسية للإتحاد المركزي وعضو لجنة الشؤون الخارجية وقوات الدفاع كما أنها تدعم في مجلس الشيوخ الفرنسي المفاوضات النووية مع إيران والقضية المتعلقة باللاجئين الفلسطينيين وآذربيجان واشتهرت بالدعوة إلي الإعتراف بالإبادة الأرمينية كما أنها تشجع العلاقات مع تركي والدول العربية نفس الوقت وتنتقد قمع المعارضين في إيران من جديد.,